# Struggle (film 2010)
Struggle è un film del 2010 diretto da Bruce Stephen Locke.

## Trama
Darren, giovane ragazzo gay, arriva a Toronto per cominciare una nuova vita. A corto di soldi e senza un posto dove vivere, ha la fortuna di imbattersi in un gruppo di giovani prostituti gay con cui stringe amicizia. In seguito Darren si innamora di Steve, uno del gruppo che però ha già un fidanzato. Mentre cerca disperatamente di evitare di diventare lui stesso un prostituto, la solitudine e l'infatuazione di Darren per Steve alla fine lo mettono in una spirale discendente con circostanze tragiche.